# Jokiletto (ö i Norra Österbotten)
Jokiletto är en ö i Finland. Den ligger i Bottenviken och i kommunen Pyhäjoki i den ekonomiska regionen  Brahestads ekonomiska region i landskapet Norra Österbotten, i den nordvästra delen av landet. Ön ligger omkring 93 kilometer sydväst om Uleåborg och omkring 480 kilometer norr om Helsingfors.
Öns area är 3,5 hektar och dess största längd är 0,5 kilometer i öst-västlig riktning.